# 新潟県立新津工業高等学校
新潟県立新津工業高等学校（にいがたけんりつ にいつこうぎょうこうとうがっこう）は、新潟県新潟市秋葉区新津東町一丁目にある県立高等学校。

## 設置課程
- 全日制課程
  - 工業マイスター科
  - 生産工学科
  - ロボット工学科
  - 日本建築科

## 沿革
- 1962年11月1日 - 新潟県立新津工業高等学校 設立公示
所在地　新津市大字西金沢字東作969番地
全日制（工業）機械科4学級、電気科3学級設置
- 1963年4月14日 - 開校式及び第1回入学式挙行。校章制定
- 1965年2月3日 - 電気科3学級を2学級に減じ、電子工学科2学級新設
- 1965年8月5日 - 校歌制定
- 1963年11月1日 - 校旗制定。開校記念式典挙行
- 1966年3月7日 - 第1回卒業式挙行
- 1967年4月1日 - 電子工学科を電子科と改称
- 1976年11月20日 - 第1回飛翔祭
- 1977年3月7日 - 記念碑（校歌碑）完成
- 1992年4月1日 - 機械科4学級を2学級に減じ、機械システム科2学級新
- 1996年4月1日 - 電子科2学級を1学級に減
- 1997年4月1日 - 機械科2学級を1学級に減
- 1998年4月1日 - 電気科2学級を1学級に減
- 2001年4月1日 - 機械システム科2学級を1学級に減
- 2002年4月1日 - 電子科募集停止
- 2004年10月30日 - 電子科閉科式
- 2005年4月1日 - 電気科募集停止
- 2006年3月15日 - 平成21年に学科を改編して、工業科3クラスに編成の通知あり
- 2006年11月11日 - 電気科閉科式
- 2009年4月1日 - 機械科、機械システム科を募集停止し、工業マイスター科1学級と生産工学科2学級を新設
- 2011年4月1日 - ロボット工学科1学級新設
- 2012年4月1日 - 日本建築科1学級新設
- 2015年4月1日 - 生産工学科1学級減

## 校歌
- 『新潟県立新津工業高等学校校歌』（作詞：大木惇夫・作曲：箕作秋吉）[2]

## 交通
- 新津駅東口から東へ約2 km。
- 新潟交通観光バス 「新津工業高校前」バス停から徒歩約2分
  - S94系統（秋葉区役所 - 新津駅 - 下越病院 - 新潟駅・万代シテイ）、SK1系統（新津駅 - 下越病院 - 京ヶ瀬営業所）が発着する。
- さくら交通「新津工業高校前」バス停から徒歩約2分
  - 「下新線」[3]（旧SK2系統：新津駅 - 下新）が発着する。